# Kim Aabech
Kim Aabech (Birkholm, 31 maggio 1983) è un calciatore danese, centrocampista o attaccante del Gladsaxe.

## Biografia
Suo padre Hans fu a sua volta un calciatore.

## Carriera

### Club

#### Lyngby
Dal luglio del 2004 milita nella squadra danese del Lyngby, con il numero 6. Nella stagione 2004-2005 la squadra di Kongens-Lyngby viene promossa in seconda divisione. Nella stagione 2005-06 Aabech raggiunge con la squadra il terzo posto in campionato, sfiorando l'accesso in SAS Ligaen. Nel campionato 06-07 il Lyngby BK domina il torneo ottenendo il titolo di seconda divisione con una giornata d'anticipo e il ritorno matematico in prima divisione con 3 settimane d'anticipo. Il 22 luglio 2007 esordisce con il Lyngby in Superligaen nella seconda giornata di campionato, contro il Randers 0-3. Dalla stagione 2007-08 indosserà la casacca numero 10. A fine stagione conta 31 presenze e 3 reti nella massima divisione danese, collezionate durante il torneo, che la squadra concluderà all'ultimo posto tornando nella seconda divisione del calcio danese la 1. Division. Aabech rimarrà per due stagioni nella 1. Division cogliendo un sesto posto nella prima stagione e un secondo posto nella seconda stagione. Il secondo posto nella stagione 2009-10 significa che la prossima stagione il Lyngby la giocherà nuovamente in Superligaen. Nella stagione 2010-11 esplode il talento di Aabech che realizzerà diverse marcature andandosi a piazzare ai vertici della classifica capocannonieri del torneo.

#### Il passaggio al Nordsjælland
Il 3 luglio 2013 il giocatore passa al Nordsjælland firmando un contratto biennale.

## Palmarès
- 1. Division: 1

Lyngby: 2006-2007